# Georg 6. af Storbritannien
Georg 6. (født Albert Frederick Arthur George 14. december 1895, død 6. februar 1952) var konge af Det Forenede Kongerige Storbritannien og Nordirland fra 1936 til sin død i 1952. Han var den tredje britiske konge af Huset Windsor.
Han var den næstældste søn af Georg 5. af Storbritannien og Mary af Teck. Som en yngre søn var det ikke umiddelbart forventet, at han ville komme til at arve tronen, men han blev konge, da hans bror, Edvard 8., abdicerede i 1936.
Georg 6. efterfulgtes på tronen af sin datter Elizabeth.

## Biografi

### Opvækst og militærtjeneste
Georg 6. blev født den 14. december 1895 på York Cottage ved Sandringham House i Norfolk, England. Han var den anden søn af Georg 5. af Storbritannien og Mary af Teck. Han var kendt som Prins Albert og blev kaldt Bertie af familien.
Han gjorde tjeneste i den britiske flåde under Første Verdenskrig.

### Ægteskab
Han giftede sig den 26. april 1923 i Westminster Abbey i London med Elizabeth Bowes-Lyon, der tilhørte den skotske højadel. I ægteskabet fødtes to døtre, Prinsesse Elizabeth i 1926 og Prinsesse Margaret i 1930.

### Regeringstid
Den 20. januar 1936 døde Kong Georg 5., og Alberts storebror besteg tronen som kong Edvard 8. Da Edvard var ugift og ikke havde nogen børn, blev Albert derved den foreløbige tronarving. Mindre end et år senere, den 11. december 1936, abdicerede Edvard for at gifte sig med Wallis Simpson, og Albert blev uventet konge.
Han led af stammen, han pådrog sig i sin tidlige barndom. Da han under 2. verdenskrig skulle holde vigtige taler for nationen, var han dog allerede nået langt med bekæmpelsen af sin stammen. Han havde siden 1926 arbejdet med den med hjælp fra talepædagogen Lionel Logue , som beskrevet i filmen: Kongens store tale fra 2010.

### Død og tronfølge
Georg 6. døde den 6. februar 1952 på Sandringham House efter en operation for lungekræft. Han efterfulgtes af sin ældste datter Elizabeth, der besteg tronen som Elizabeth 2. af Storbritannien.

## Eksterne links
- George VI på det britiske kongehus' officielle hjemmeside
- George VI på BBC Historys hjemmeside

| George 6.Huset WindsorSidelinje af Huset WettinFødt: 14. december 1895 Død: 6. februar 1952 |                                                 |                             |
| Titler som regent                                                                           |                                                 |                             |
| Foregående: Edvard 8.                                                                       | Konge af Storbritannien og Nordirland 1936–1952 | Efterfølgende: Elizabeth 2. |